# Урури
Урури (итал. Ururi) је насеље у Италији у округу Кампобасо, региону Молизе.
Према процени из 2011. у насељу је живело 2565 становника. Насеље се налази на надморској висини од 252 м.

## Становништво
| 1931. | 1936. | 1951. | 1961. | 1971. | 1981. | 1991. | 2001. | 2011. |
| ----- | ----- | ----- | ----- | ----- | ----- | ----- | ----- | ----- |
| 4.280 | 4.545 | 4.659 | 3.799 | 3.495 | 3.345 | 3.248 | 3.070 | 2.793 |